# Sigena-Gymnasium Nürnberg
Das Sigena-Gymnasium ist ein städtisches Gymnasium mit naturwissenschaftlich-technologischer und sprachlicher Ausrichtung in Nürnberg.

## Geschichte

### Gründung
Das Gymnasium geht auf das heutige Labenwolf-Gymnasium zurück, dessen Vorläufer 1823 als Höhere Töchternschule gegründet wurde. Nach einer Vereinigung 1898 mit dem 1842 gegründeten Portsche Institut zur Städtischen Höheren Mädchenschule wurde die Schule nach dem Zweiten Weltkrieg als Mädchenoberrealschule weitergeführt. Durch die stark anwachsenden Schülerzahlen sah man sich gezwungen im ehemaligen und fast wiedererrichteten Gebäude der Wilhelm-Löhe-Schule in der Zeltnerstraße 19 in Tafelhof im März 1948 eine Filiale der bestehenden Mädchenoberrealschule einzurichten, die seit dem 1. September 1950 als Mädchenoberrealschule II selbstständig weitergeführt wurde.

### Eigenes Gebäude
Da diese Räumlichkeiten jedoch wieder vermehrt von der Wilhelm-Löhe-Schule benötigt wurden, erfolgte in den darauffolgenden Jahren der Bau eines eigenen Schulgebäudes, direkt neben dem Schulhaus Gibitzenhof (heutiges: Pirckheimer-Gymnasium), in dem zeitweise auch einige Klassen der Schule untergebracht waren. Der Neubau des Architekten Friedrich Seegy konnte zu Beginn des Schuljahres 1957/58 bezogen werden und wurde am 27. Februar 1958 vom damaligen Nürnberger Oberbürgermeister Andreas Urschlechter und dem damaligen Direktor Martin Lange offiziell eingeweiht. Mit der Einweihung des Neubaus wurde die Mächenoberrealschule II gleichsam in Sigena-Gymnasium benannt.

### Geplante Schließung
Von 1965 bis 1971 führte die Schule neben dem Naturwissenschaftlich-technologischem und Sprachlichem auch einen sozialwissenschaftlichen Zweig, der anschließend dem Johannes-Scharrer-Gymnasium angegliedert wurde. Mit der erstmaligen Aufnahme von Jungen im Schuljahr 1975/76 begann der gemischtgeschlechtliche Unterricht an der Schule. Aufgrund der klammen finanziellen Situation der Stadt Nürnberg zu Beginn der 1980er Jahre, wurde 1983 erstmals über eine Schließung der Schule nachgedacht und diese letztlich seitens des Stadtrats am 6. Mai 1992 beschlossen. So wurden ab dem Schuljahr 1992/93 keine neuen Eingangsklassen mehr gebildet, ehe seitens des neu gewählten Stadtrats ein Beschluss vom 2. Mai 1996 die Schließung verhinderte. Er kam damit einem 1995 gestarteten Bürgerbegehren zum Erhalt der Schule zuvor, sodass ab dem Schuljahr 1996/97 bereits wieder neue Eingangsklassen gebildet wurden.

## Bekannte Schülerinnen und Schüler
- Dagmar Wöhrl (* 1954), deutsche Politikerin (CSU), ehemalige Miss Germany
- Sabine Weigand (* 1961), deutsche Schriftstellerin und Historikerin
- Lutz Häfner (* 1972), deutscher Jazzmusiker
- Christian Nitsche (* 1971), deutscher Journalist und Fernsehmoderator